# An Khâu
An Khâu (tiếng Trung: 安丘市, Hán Việt: An Khâu thị) là một thành phố cấp huyện của địa cấp thị Duy Phường, tỉnh Sơn Đông, Cộng hòa Nhân dân Trung Hoa. Thành phố này có diện tích 2010 km2, dân số 1,1 triệu người (2002). Mã số bưu chính 262100, mã vùng điện thoại 0536. An Khâu được chia thành 2 nhai đạo, 22 trấn. Các đơn vị này lại được chia ra 1440 thôn hành chính.